# Ярвекюла-Ярв
Ярвекюла-Ярв (ест. Järveküla järv, інші назви ест. Järveküla järved, Ridamaa järv) — озеро в Естонії, що розташоване на острові Сааремаа, у волості Оріссааре. Розташоване на північному узбережжі острова за 2-3 км від моря.